# Chiesa di Santa Tecla (Borgo d'Anaunia)
La chiesa di Santa Tecla è la parrocchiale patronale di Malosco, frazione di Borgo d'Anaunia in Trentino. Fa parte della zona pastorale delle Valli del Noce nell'arcidiocesi di Trento e risale al XIII secolo.

## Storia

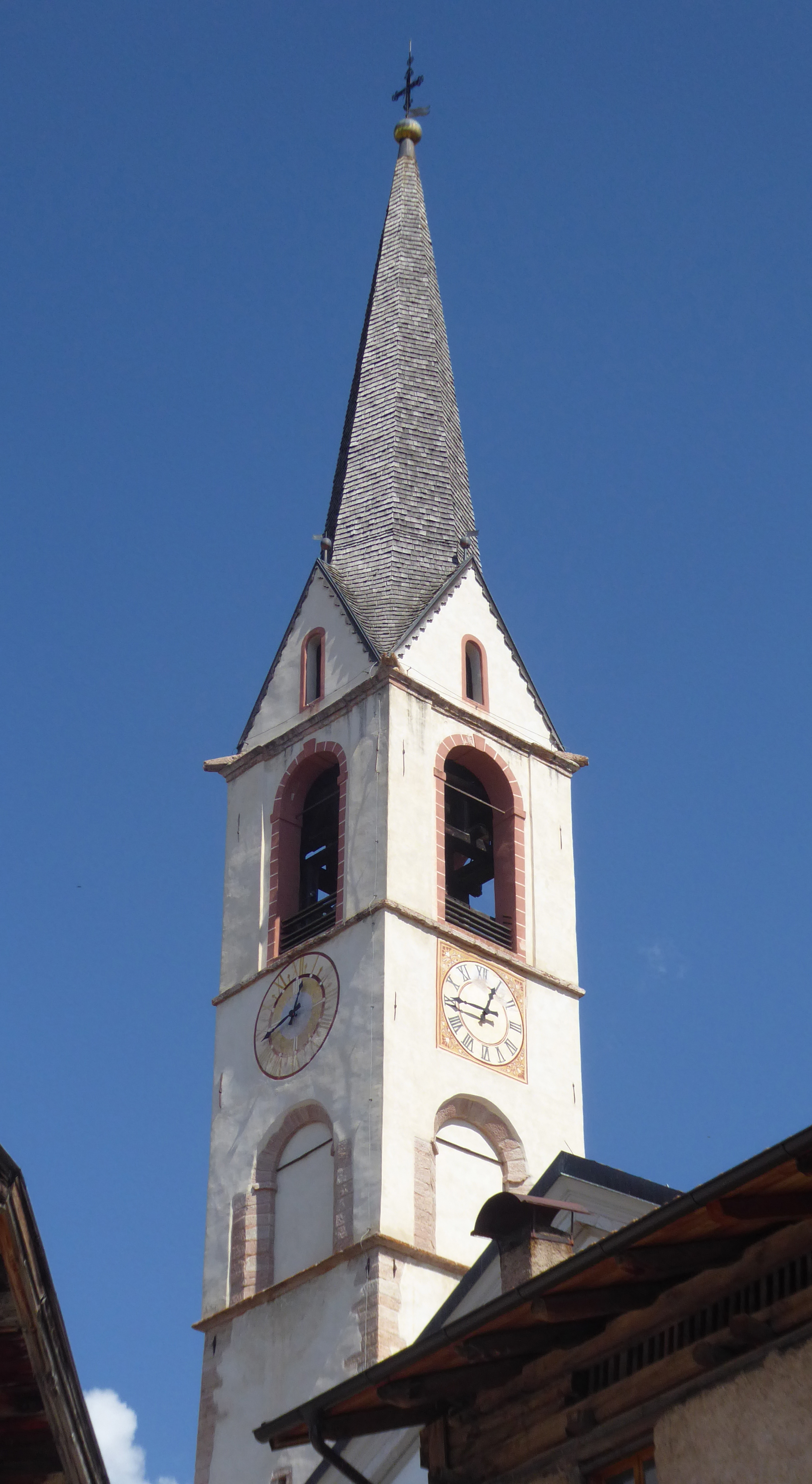
Torre campanaria.

La prima citazione  del luogo di culto a Malosco risale al 1228, e si trova in un testamento. 
L'edificio originario, probabilmente una piccola cappella, venne ricostruito nel XV secolo secondo il gusto gotico del tempo. Durante una visita pastorale di Bernardo Clesio, realizzata nel 1538, l'edificio venne ancora descritto come cappella. La visita pastorale del 1616 ne richiese la tinteggiatura interna e fu solo nel 1768 che ebbe la concessione del fonte battesimale.
Pochi anni dopo, nel triennio 1771-1773, l'edificio fu oggetto di una ricostruzione con ampliamento della sua parte anteriore e nel 1782 la torre campanaria venne innalzata in modo significativo chiudendo la precedente cella campanaria. Durante il XIX secolo fu costruito nella sala un pulpito in legno che in seguito venne rimosso, venne eretta la cantoria e furono realizzati altri interventi conservativi.
Quando Celestino Endrici visitò la chiesa, nel 1909, dispose che venisse sistemata nella sala la scala d'accesso alla cantoria, che precedentemente si trovava nel campanile. Venne elevata a dignità parrocchiale nel 1919 e da quel momento non fu più sussidiaria della pieve di Fondo. Durante il primo dopoguerra del XX secolo venne restaurata in modo importante e arricchita di decorazioni realizzate dal pittore di Aldeno Metodio Ottolini. Ulteriori cicli di restauro sono stati realizzati a partire dal 1988 per concludersi attorno al 2012 e hanno comportato il rifacimento della copertura del tetto della chiesa e del campanile oltre a restauri interni alle pareti e all'altare maggiore.

## Descrizione

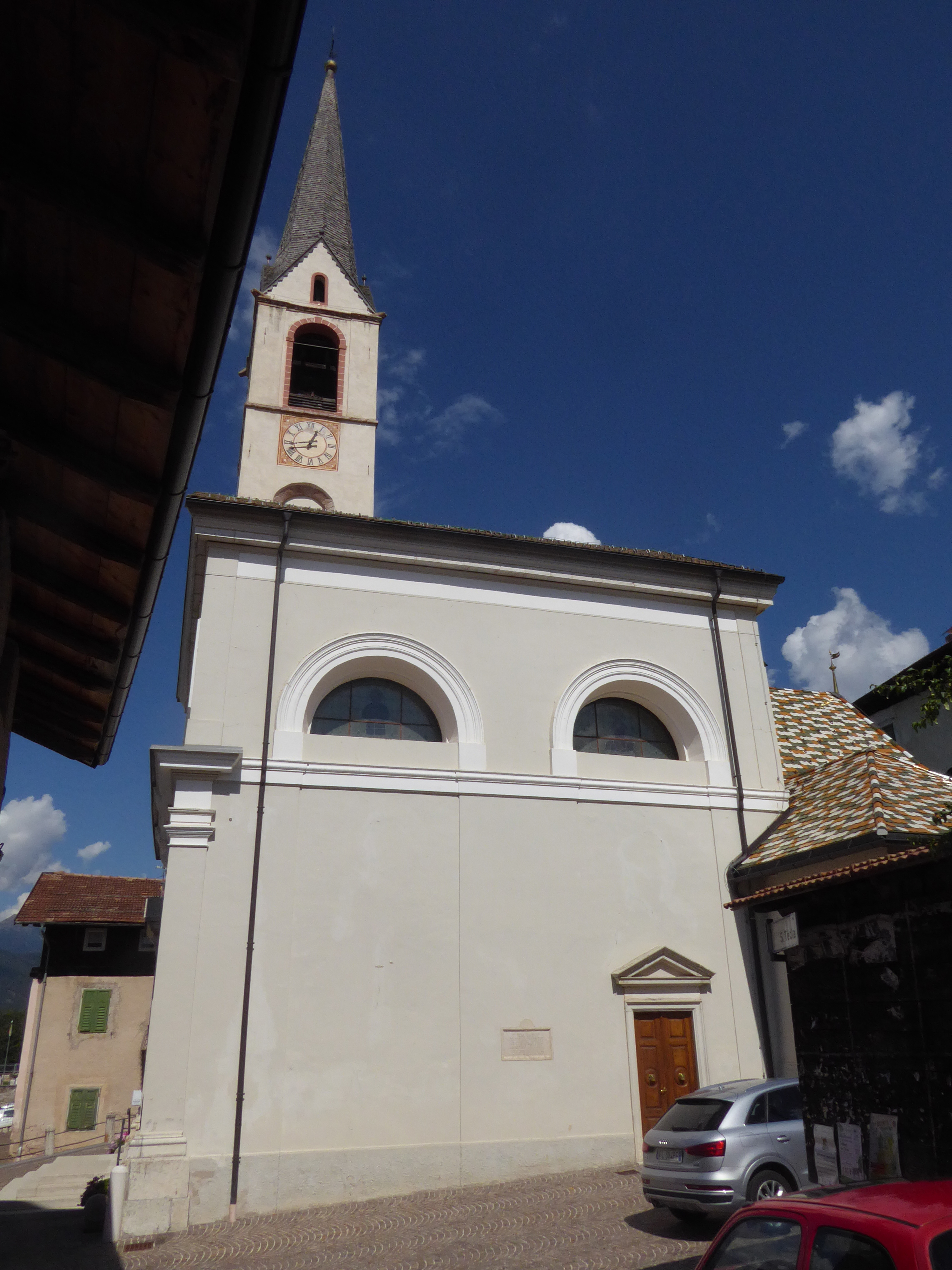
Fiancata laterale destra della chiesa.

### Esterni
La chiesa si trova nella parte nord-ovest dell'abitato, in via Santa Tecla, la più caratterista di Malosco con alcune antiche case merlate.
Ha orientamento verso nord-est e la facciata classicheggiante si presenta divisa in due ordini separati dalla trabeazione che tocca anche le facciate laterali. Nella parte inferiore si trova il portale architravato sormontato da un piccolo frontone timpanato e ai suoi lati si trovano due nicchie con statue. Nella parte superiore si trova la grande finestra a lunetta che porta luce alla sala. La facciata si conclude con un grande frontone. La torre campanaria si alza in posizione leggermente arretrata e la cella campanaria si apre con quattro finestre a monofora. Sotto di questa si trova l'orologio e quattro finestre cieche che corrispondono alla posizione dell'antica cella prima dei lavori di innalzamento del campanile. La cuspide superiore ha la forma di piramide ottagonale acuta ed è ricoperta da scandole in legno.

### Interni
La navata interna è unica ma suddivisa in due campate. La cantoria si trova in controfacciata e vi si accede dalla prima campata. Gli altari sono lignei e in stile barocco. La pala d'altare principale raffigura la Madonna e Santa Tecla affiancate da Santa Agnese e Santa Agata. Nella sala si conserva la Via Crucis dipinta da Mattia Lampi mentre le decorazioni murarie sono opera di Metodio Ottolini.